# U
U (minuskuła: u) (dla odróżnienia od ó nazywana często u zwykłym lub u otwartym) – dwudziesta pierwsza litera alfabetu łacińskiego, dwudziesta siódma litera alfabetu polskiego. Oznacza zwykle w danym języku samogłoskę tylną wysoką, np. [u] lub [ʊ], a w języku francuskim [y].

## Inne reprezentacje litery U
| Sygnalizacja                            | Sygnalizacja       | Sygnalizacja | Język migowy | Język migowy | Język migowy | Alfabet Braille’a |
| flaga Międzynarodowego Kodu Sygnałowego | Alfabet semaforowy | Kod Morse’a  | francuski    | kanadyjski   | polski       | Alfabet Braille’a |
| --------------------------------------- | ------------------ | ------------ | ------------ | ------------ | ------------ | ----------------- |
|                                         |                    | Uⓘ           |              |              | i            |                   |